# Alonis
Alonis o Alonís (en griego antiguo: Ἀλονίς) es una antigua ciudad de las costas alicantinas, fundada alrededor del siglo V a. C. como colonia de Massalia (Marsella). Actualmente se la suele identificar con Villajoyosa (Alicante), aunque todavía se barajan otras posibilidades.

## Historia
Se han hallado vestigios de un núcleo de población ibérica desde al menos el siglo VII a. C., con fuerte presencia de materiales de procedencia griega. Las primeras menciones a la ciudad datan del siglo I a. C. El geógrafo Artemidoro de Éfeso la describió como «isla y ciudad de Massalia», lo que retrotrae la existencia del establecimiento al siglo V a. C. Estrabón, por su parte, no la cita directamente en su Geografía, pero sí habla de «tres fundaciones massaliotas [de las cuales] [...] la más conocida es Hemeroskopeion» (Geografía, III, 4, 6), por lo que se acepta sin dudas que Alonis y Akra Leuké serían las otras dos.
Se ha discutido mucho sobre las características de las colonias griegas de Iberia y su relación con los pueblos ibéricos, así como sobre la propia helenización de estos últimos. Parece bastante posible que este tipos de poblamientos, en los que se incluiría Alonis al menos en una primera fase, se tratara de barrios helénicos de carácter comercial inmersos en mayor o menor grado en poblaciones ibéricas de la costa.
Aunque la epigrafía todavía no ha desvelado su nombre, se cree que es Alonis la ciudad que hacia el año 74, bajo el emperador Vespasiano, alcanzó la categoría de municipium. De ésta, situada a unos 3 km de la actual Villajoyosa, se han encontrado menciones a cargos municipales (duumvires y flámines), así como una mensa cuya inscripción conmemora la reconstrucción del mercado municipal (macellum). Bajo el casco urbano de la propia Villajoyosa se han excavado recientemente distintas villas y dos grandes necrópolis de la época, asociadas al puerto histórico conocido como «Playa de la Vila», que probablemente constituía un gran barrio industrial y comercial de Allon. Independientemente de su ubicación exacta, Alonis debió ejercer un papel central en la región de la actual comarca de la Marina Baja.

## Ubicación
Ya desde el siglo XIX se ha propuesto la localización de Alonis en diversos lugares de la provincia de Alicante, en especial Villajoyosa, Guardamar del Segura y Santa Pola. Las fuentes de época imperial mencionan la ciudad : Pomponio Mela en su Chorografia (libro III) habla de Ilice Alone, denominándola Claudio Ptolomeo (II, 6, 4) «Ἀλοναί» (Alonai) en griego. Este mismo autor menciona en el mismo texto un lugar llamado «Ἰλλικιτάνος Λιμήν» (Illikitános Limḗn, Puerto Ilicitano), puerto de Ilici, que ha sido fielmente identificado con Santa Pola.Dada la contradicción de que se mencione en el mismo texto a Santa Pola con dos denominaciones distintas, se refuerza la reducción de Villajoyosa.
Además, los recientes hallazgos en las necrópolis de Poble Nou y Les Casetes en Villajoyosa ilustran el mundo funerario de una ciudad, al menos desde finales del siglo VII a. C. hasta el siglo IV, encontrándose entre los más antiguos numerosas piezas griegas. En ésta destaca la cerámica de figuras negras, que da testimonio de una presencia griega temprana.
En 2007, se descubrieron unas termas públicas romanas a apenas 180 m de la necrópolis de Les Casetes.